# La Nocle-Maulaix
La Nocle-Maulaix ist eine französische Gemeinde mit 270 Einwohnern (Stand: 1. Januar 2022) im  Département Nièvre in der Region Bourgogne-Franche-Comté. Sie gehört zum Arrondissement Château-Chinon (Ville) und zum Kanton Luzy (bis 2015: Kanton Fours). 

## Geographie
La Nocle-Maulaix liegt etwa 53 Kilometer ostsüdöstlich von Nevers im Morvan. An der südwestlichen Gemeindegrenze verläuft der Fluss Cressonne. Umgeben wird La Nocle-Maulaix von den Nachbargemeinden Fours im Norden und Nordwesten, Rémilly im Norden, Savigny-Poil-Fol im Norden und Nordosten, Ternant im Osten, Saint-Seine im Südosten, Cronat im Süden und Südwesten sowie Montambert im Westen.

## Bevölkerungsentwicklung
| Jahr                       | 1962 | 1968 | 1975 | 1982 | 1990 | 1999 | 2006 | 2013 |
| Einwohner                  | 543  | 541  | 552  | 450  | 376  | 332  | 294  | 294  |
| Quellen: Cassini und INSEE |      |      |      |      |      |      |      |      |